# Elin Rubensson
Elin Rubensson (Ystad, 11 mei 1993) is een Zweeds voetbalspeelster. Zij speelt sinds 2010 in de Zweedse Damallsvenskan-competitie.

## Statistieken
| Seizoen | Club      | Land   | Competitie | Wedstrijden | Doelpunten |
| ------- | --------- | ------ | ---------- | ----------- | ---------- |
| 2010    | Rosengård | Zweden | DAM        | 13          | 0          |
| 2011    | Rosengård | Zweden | DAM        | 20          | 3          |
| 2011    | Öster     | Zweden | DAM        | 1           | 1          |
| 2012    | Rosengård | Zweden | DAM        | 19          | 8          |
| 2013    | Rosengård | Zweden | DAM        | 20          | 0          |
| 2014    | Rosengård | Zweden | DAM        | 16          | 3          |
| 2015    | Göteborg  | Zweden | DAM        | 18          | 4          |
| 2016    | Göteborg  | Zweden | DAM        | 21          | 1          |
| 2017    | Göteborg  | Zweden | DAM        | 21          | 6          |
| 2018    | Göteborg  | Zweden | DAM        | 22          | 10         |
| 2019    | Göteborg  | Zweden | DAM        | 15          | 5          |
| 2020    | Göteborg  | Zweden | DAM        | 0           | 0          |
| Totaal  | Totaal    | Totaal | Totaal     | 186         | 41         |

Laatste update: september 2020

## Interlands
In 2016 won Rubensson met het Zweeds voetbalelftal de zilveren medaille tijdens de Olympische Zomerspelen van Rio. Ook speelde ze kwalificatiewedstrijden voor de wereldkampioenschappen, en op clubniveau in de Women's Champions League.
1: Lindahl ·
2: Andersson ·
3: Sembrant ·
4: Glas ·
5: Fischer ·
6: Eriksson ·
7: Janogy ·
8: Hurtig ·
9: Asllani ·
10: Jakobsson ·
11: Blackstenius · 12: Falk · 13: Ilestedt · 14: Roddar · 15: Björn · 16: Zigiotti Olme · 17: Seger · 18: Rolfö · 19: Anvegård · 20: Larsson · 21: Mušović · 22: Schough · 23: Rubensson · Coach: Gerhardsson